# محمدرضا بیگدلی
محمدرضا بیگدلی زیست‌شناس ایرانی و دانشیار دانشکده علوم و فناوری زیستی دانشگاه شهید بهشتی است. او برای ترجمه کتاب فیزیولوژی برن و لوی برگزیدهٔ بیست و سومین دورهٔ کتاب سال ایران شد.